# Municipi de Ponca (Arkansas)
El municipi de Ponca (en anglès: Ponca Township) és un municipi situat al comtat de Newton en l'estat nord-americà d'Arkansas. L'any 2010 tenia 158 habitants i una densitat poblacional de 3,34 persones per km².
Està situat en les coordenades 36° 1′ 30″ N, 93° 22′ 52″ O / 36.02500°N,93.38111°O 36° 1′ 30″ N, 93° 22′ 52″ O / 36.02500°N,93.38111°O / 36.02500, -93.38111. Segons l'Oficina del Cens dels Estats Units, el municipi té una superfície total de 47.28 km², de la qual 47,02 km² corresponen a terra ferma i (0,54 %) 0,25 km² és aigua.
Segons el cens de 2010,[4] hi havia 158 persones residint en el municipi de Ponca. La densitat de població era de 3,34 hab./km². Dels 158 habitants, el municipi de Ponca estava compost pel 94,94 % blancs, el 0,63 % eren afroamericans, el 0,63 % eren asiàtics i el 3,8 % eren d'una mescla de races. Del total de la població el 0 % eren hispans o llatins de qualsevol raça.